# Fear, Emptiness, Despair
| Recensione | Giudizio |
| ---------- | -------- |
| AllMusic   |          |

Fear, Emptiness, Despair è il quinto album in studio del gruppo britannico dei Napalm Death, pubblicato il 31 maggio 1994.
Viene spesso considerato come il primo disco sperimentale della band, utilizzando riff tipicamente groove metal e ritmiche influenzate dal death metal, il tutto messo in pratica su canzoni la cui struttura ricorda quella dell'industrial. Il titolo originale dell'album doveva essere Under Rule, che è una parte del testo di State of Mind.

## Tracce
1. Twist the Knife (Slowly) – 2:52
2. Hung – 3:49
3. Remain Nameless – 3:33
4. Plague Rages – 3:51
5. More Than Meets the Eye – 3:55
6. Primed Time – 3:28
7. State of Mind – 3:32
8. Armageddon X 7 – 3:16
9. Retching on the Dirt – 2:59
10. Fasting on Deception – 3:48
11. Throwaway – 3:42
12. Truth Drug – 3:51 – bonus track della versione CD
13. Living in Denial – 3:02 – bonus track della versione CD

## Formazione
- Mark "Barney" Greenway - voce
- Shane Embury - basso
- Mitch Harris - chitarra
- Jesse Pintado - chitarra
- Danny Herrera - batteria